# 朝鮮民主主義人民共和国の鉱業
朝鮮民主主義人民共和国の鉱業（ちょうせんみんしゅしゅぎじんみんきょうわこくのこうぎょう）では、朝鮮民主主義人民共和国（以下、北朝鮮）における鉱業について述べる。なお、同国政府の産業分類に鉱業という概念はなく、鉱業の他に林業などを含む「採取工業」という概念が最も近い。

## 鉱床
朝鮮半島では「北の鉱工業、南の農業」という言葉がかつてあったほど、金などをはじめ北部の山岳地帯で様々な鉱物が採掘されてきた。大韓商工会議所が2007年に出した報告書によれば、マグネサイト、タングステン、モリブデン、黒鉛、蛍石など7種類の鉱物の埋蔵量が世界トップ10に入る。同年までに把握されている北朝鮮の鉱山は約760か所であり、そのうち30%が炭鉱である。同国の地下資源は200種類以上に達し、経済的価値を有する鉱物だけでも140種類を超えると見られる。これらのことから「韓国鉱物資源公社」は北朝鮮の主要鉱物資源の潜在価値を約420兆円程度と推定しており、規模とすると韓国（南朝鮮）に残存している地下鉱物資源の約15倍ほどの規模であるとされる。
北朝鮮における鉱床は、生成時期別に以下のようなものがある。
- 先カンブリア時代：ニッケル
- 原生代 - 古生代：マンガン
- 三畳紀 - 新第三紀：金、銀、銅、鉛、亜鉛、モリブデン、タングステン、ニッケル、コバルト、マンガン、アンチモン
- 第四紀：砂金

また、無煙炭は古生代の、褐炭は新生代第三紀の地層に、それぞれ存在している。黄海の堆積盆地には石油が埋蔵していると見られるが、大規模な商業採掘には至っていない。
いずれにせよ北朝鮮の地下資源はまだまだ未開発であり、韓国の月刊誌『統一韓国』2010年5月号では今の世界は「資源戦争中」であるとし北朝鮮はそれでも残存している「未開拓資源の宝庫」と述べている。

## 歴史

### 李氏朝鮮時代まで
朝鮮半島では広く砂金が産出し、古代から容易に採取されていた。李氏朝鮮において鉱山は国有化され、私有化は厳しく規制されていた。官によって金、銀、銅、鉄、鉛や硫黄、珠玉などが採掘され、貨幣の鋳造や武器および農器具の生産などに用いられた。しかし世宗は金銀鉱山の開発を禁止したと言われるなど、歴代の王朝は開発に消極的だったとされる。文禄・慶長の役で朝鮮に侵攻した加藤清正は、咸鏡南道端川郡の檜億銀山で銀を製錬し、豊臣秀吉に献上したという。
官主導の開発では採掘の賦役を課された農民の抵抗運動が起こり、また供給が不足がちとなり農器具製造のための盗掘が多発するなど、さまざまな問題が生じていた。18世紀末から19世紀前半にかけて、主に金銀の鉱山について民間人が経営の許可を得る事が可能になった。19世紀後半になると西欧の列強などから鉱業の開放を求める圧力が強まり、1896年に鉱業特許制度が実施されると、同年にはアメリカ人グループが平安北道雲山郡で、ロシア人グループが咸鏡北道慶源郡で、それぞれ金山などの開発権を取得している。また、1901年には金・銀鉱を中心に重要な51か所の鉱山が皇室直営となっている。なお同時期には、1897年の金本位制への移行や産業革命の資本蓄積のために日本が金を大量に必要としており、1887年には日本国内で産出された金49万円に対して朝鮮半島からの輸入した金は139万円に上る。
日本やフランス、ドイツなど様々な国が、特に金鉱に興味を示して開発の特許を得ていったが、一方で卑金属や石炭の開発に対する関心は低かった。これらの鉱山からは特許料と税金が皇室に毎年納められたが、漏税がはなはだしく、国家財政の改善は進まなかった。1905年に日本によって設立された韓国統監府は、翌1906年に朝鮮鉱業法を公布した。これによって、朝鮮皇室直営の鉱山のうち25か所が、統監府の所有に漸次移行された。また、朝鮮人と日本人以外の外国人にも鉱山経営を開放し、1908年には鉱業用機械の輸入や鉱石の輸出にかかる関税を免除したが、この方針は資本や技術面で劣勢な日本人鉱業家の強い反発を受けた。

### 日本統治時代

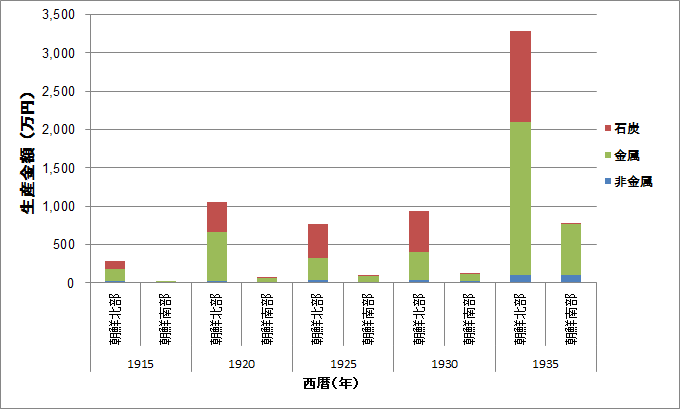
日本統治時代の朝鮮半島における鉱業生産額の推移

鉱業権出願の件数は韓国併合の前年の1909年から急増し、1910年には1,031件に達してピークを迎えた。その後は徐々に減少したが、1914年に始まった第一次世界大戦が長期化すると鉱物の需要が急増し、朝鮮でも1916年に鉱業権の出願数が前年の3.8倍、1917年にはさらにその2倍に増加している。なお、1906年から1919年までの出願件数のうち、日本人は66%を占め、朝鮮人が37%、その他外国人が3%となっている。また、許可数で見ると日本人が60%、朝鮮人が37%、その他外国人が3%となっており、出願も認可も日本人が圧倒的な比率となっている。
1915年に公布された朝鮮鉱業令により、それまで活発だった外国人による鉱山の新規開発が1916年4月から禁止され、日本資本による独占的な開発が進むようになった。ただし、西洋列強の鉱山会社は李氏朝鮮時代に優良な鉱山を獲得していたため、鉱産金額は1917年の段階でも日本人および朝鮮人資本の合計を上回っている。しかし、1918年に兼二浦製鉄所が操業を開始すると、原料の鉄鉱石などを増産した日本人の鉱産金額は前年の3倍以上となり、以降は他国人の金額を上回る状態が続いた。
日本統治時代の朝鮮において、石炭はほぼ全量、金属鉱は70%以上が全期間を通じて半島北部で生産されていた。また、1930年代前半に北朝鮮の鉱業生産額は大きく増加している。

### 朝鮮民主主義人民共和国時代
第二次世界大戦が1945年に終戦すると、朝鮮半島北部はソビエト連邦軍が占領した。1946年8月には軍政下の北朝鮮臨時人民委員会によって重要産業国有化法令が公布され、同地域の鉱山や鉄道など主要な産業施設が無償で国有化されている。
その後、1950年から1953年まで続いた朝鮮戦争によって、北朝鮮では膨大な人的および物的損失が生じた。この間に人口は962万人から849万人まで減少し、鉱工業および電力生産は60 - 70%も減少している。この状況下で金日成らは1954年から戦後復興3ヵ年計画を設定し、日本統治時代と同様に豊富な地下資源を利用した重工業優先の経済政策を打ち出し、社会主義諸国からの支援を製鉄所や発電所などに重点配分した。
1970年時点で北朝鮮の国民1人当たりGNPは286ドルと、同年の韓国の203ドルを上回っていたが、労働力の不足を過剰労働によって補う増産運動は限界に達し、停滞を迎えていた。韓国経済の急成長に焦りを感じた北朝鮮は、1970年代に入ると日本や西欧諸国から工業プラントの導入を図ったが、オイルショックの影響で主要な輸出品目の亜鉛など非鉄金属の価格が下落し、外貨による返済が滞って後年まで西側諸国との貿易に禍根を残した。
中国の改革開放を参考にした合弁法の制定など1980年代の経済政策は目立った効果を生まず、1980年代後半にはソ連など東側諸国との経済協力に対する依存が大きく高まっていた。このような状況下で社会主義経済圏が崩壊したため、1990年代に入るとソ連からバーター貿易で入手していた原油やコークスなどが確保できなくなり、北朝鮮の経済は大きく後退する。外貨不足から投資が不振になり、設備が老朽化して品質が低下し、輸出と外貨獲得高が減少する、という悪循環によって石炭をはじめとする鉱物の生産量も減少し、1998年には多くの品目で最低量を記録した。
その後、国際社会の支援もあって食糧事情が改善すると鉱山への労働力供給に余裕が生じ、中国からの鉱山開発投資を誘致したこともあって資本や設備にも改善が見られ、生産量は回復に転じた。また、政策的にも電力・石炭・金属・輸送をいわゆる先行部門と位置付け、炭鉱などに資源を優先的に配分するとともに、2000年代に入ると地下資源による外貨獲得を奨励し、中国など外国からの投資受け入れを拡大している。特に全鉱物の90％近くを輸入に依存する韓国は2003年から2010年の「5.24措置」による中断まで北朝鮮に対して鉱物資源経済協力を行っていた。
これらの成果もあり、2013年の対中国輸出では総額29億2400万ドルのうち、無煙炭や鉄鉱石など鉱物資源が18億1500万ドルを占めている。また、対韓国の輸出においても2007年には鉱物資源だけで1億2800万ドルに達していたが、2010年の天安沈没事件を受けた韓国政府の報復措置によって投資や交易が途絶した。一方でこれらに先立つ2006年には、過剰な資源採取などを防止するため、鉛や亜鉛などを未加工の鉱石の状態で輸出する事を禁止する基本方針を打ち出している。多くの炭鉱や鉱山は設備の老朽化が進んでおり、2010年代に入っても鉱物資源の輸出は1980年代の水準を下回っている。
2017年8月に国連安全保障理事会が採択した決議により、北朝鮮の主な収入源とされる石炭、鉄、鉄鉱石などの輸出が全面的に禁止された。この影響により鉱業はよりダメージを受け、同年12月の国連安保理決議で2018年1月1日から北朝鮮への石油精製品の輸出を約9割削減し、北朝鮮からの機械や電気機器の輸入も全面禁止となりさらなるダメージを受けた。2019年、韓国の中央銀行である韓国銀行が発表した「2019年北朝鮮の経済成長率推定結果」でも経済全体での成長とは裏腹に主要産業である鉱業はマイナスであったと記されている。

## 金属鉱物

### 金
金鉱床は北朝鮮の広範囲に分布しており、特に平安北道および黄海南道に産金量の多い重要な鉱床が集中している。平安北道には朝鮮半島最大の金山である雲山鉱山をはじめ、三成鉱山や昌城鉱山などが存在し、それぞれの総産金量は100トン、62トン、43トンと推定されている。黄海南道には栗浦鉱山や遂安鉱山があり、総産金量はそれぞれ17トン、5トンと推定される。また、砂金は平安南道および咸鏡南道に多い。北朝鮮全体では92か所の金山が確認されており、総埋蔵量は2,000トンである。

#### 金の歴史
朝鮮半島北部には、先カンブリア時代の変成岩類や中生代の花崗岩類などの深成岩類が広く分布するため、砂金は各地に産出する。このため古代から採取が行われ、産金の歴史は144年までさかのぼる。しかし、世宗は金銀鉱の開発を禁じたと言われるなど、朝鮮の王朝は鉱業開発に消極的だった。
この状況が変化したのは西欧の列強が東アジアに進出した19世紀後半以降で、その外圧によって1890年代から朝鮮北部の金鉱床の開発が外国資本に許可された。特に、マザーロードと同じ深成鉱脈型の雲山鉱山は、カリフォルニア・ゴールドラッシュの次の採掘地として魅力を有していた。1891年に外国人として初めて馬木健三が慶尚南道昌原郡で金鉱および銅鉱の開発許可を得ると、1896年のロシア人およびアメリカ人のグループを皮切りに、ドイツ人、イギリス人、フランス人などが1901年までに各地の鉱山開発権を獲得している。
雲山鉱山はアメリカ資本により開発が進められ、1915年の段階で8つの坑口と3つの製錬所が設けられ、約2,000名の鉱夫が働き年間300万円以上にあたる金を生産していた。黄海南道の遂安鉱山はイギリス資本によって経営され、1915年の時点で鉱夫は約1,000名、年産は約130万円に達した。北朝鮮で最初に金鉱開発を行った小規模な日本資本による経営は不振だったが、1912年には古河合名会社が平安南道亀城郡、後に安川敬一郎は平安北道昌城郡、朝鮮総督府は平安北道の尚州市および義州郡、咸鏡南道新興郡で、それぞれ金の採掘を行っている。また、採掘用具への投資が軽くて済む砂金は、鉱業権許可の手数料が鉱山より安いこともあり、活発に採取が行われていた。
1916年の時点で民族別の金の産出額は、優良な鉱山を有する欧米人が80%以上を占めていた。しかし1924年に朝鮮人のグループが平安北道の三成鉱山で富鉱部を掘り当て、1926年の時点で金の産出額の比率は欧米人が52%、朝鮮人が42%、日本人が6%となっている。朝鮮半島の砂金を含む産金量は1910年の3,746kgから1926年には7,159kg、1935年には16,710kgにまで増加し、その大部分を北部が占めている。
第二次世界大戦中の統計は途絶しているが、1947年には北朝鮮の産金量が10,014kgとなっている。

### 鉄

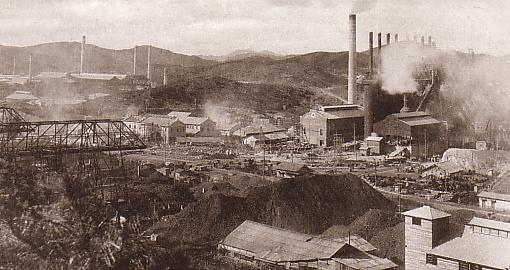
兼二浦製鉄所

鉄鉱石は、咸鏡北道茂山郡の磁鉄鉱、黄海南道殷栗郡および載寧郡の赤鉄鉱・褐鉄鉱、咸鏡南道利原郡および北青郡の赤鉄鉱などが代表的である。茂山鉱山は推定埋蔵量15 - 20億トンの北朝鮮最大の露天掘り鉱山であり、年間350万トンを算出している。
2010年の時点における北朝鮮の鉄鋼生産能力は、製銑部門が532万トン、製鋼部門が657万トン、圧延鋼材部門が404万トンとなっている。咸鏡北道清津市の金策製鉄連合企業所、金策市の城津製鋼連合企業所、黄海北道松林市の黄海製鉄所などが主な製鉄所である。
なお、殷栗および載寧の鉄鉱山は朝鮮王朝の所有下にあったが、1910年から八幡製鐵所が経営するようになった。1913年には当時の朝鮮全体の総生産量の63%にあたる9万トンの鉄鉱石を産出し、その全てを八幡製鐵所の原料として納入していた。また、黄海道（現・黄海北道）の安岳鉱山では年間5万トンを産出し、その中にある三菱合資会社の経営する兼二浦鉄鉱山からは、1918年に操業を開始した兼二浦製鉄所に原料を供給していた。

### その他金属
タングステンは黄海北道新坪郡の万年鉱山をはじめ、平安南道新陽郡の任坪鉱山などが稼働し、鉄マンガン重石ならびに灰重石の形で産出されている。北朝鮮全体の推定埋蔵量は24.6万トンに及び、これは世界2位に相当するともされる。
モリブデンの北朝鮮全体の推定埋蔵量は、品位90%基準で54,000トンであり、平安南道成川郡の龍興鉱山、黄海北道新渓郡の歌舞里鉱山などの大規模な鉱山では良好な条件で採掘される。鉛および亜鉛は、咸鏡南道端川市に北朝鮮最大の検徳鉱山があり、鉛500万トン、亜鉛1500万トン以上を埋蔵していると見られる。また、これに次ぐ規模の黄海北道銀波郡光明地区には、鉛200万トン、亜鉛300万トン以上が埋蔵されている。
銅鉱石は、北朝鮮全体の埋蔵量が約290万トンとみられ、そのうち40%以上が両江道に集中している。同地の甲山鉱山は古くから銅山として操業しており、黄海北道の笏洞鉱山や遂安鉱山、咸鏡南道の虚川鉱山でも黄銅鉱や半銅鉱などが採掘されている。また、2011年には中国との合作で恵中鉱業合営会社が設立され、恵山市の恵山青年鉱山で採掘設備の現代化などに取り組み、2014年には年間5,000トンの銅精鉱を中国に輸出している。
マンガン鉱物の鉱山は、平安南道順川市の元上里、江原道鉄原郡大浦里、黄海北道中和郡など49か所に存在する。北朝鮮全体の埋蔵量は30万トンとみられ、相当部分がマンガン含有量3 - 15%のマンガン土の形で存在している。

## 非金属鉱物

### マグネサイト
北朝鮮のマグネサイト埋蔵量は推定60億トンで、世界1位ともされる。摩天嶺山脈周辺が主な産地となっており、咸鏡南道端川市には露出部分だけで長さ7.7km、深さ100mに達する露天掘りの鉱床があり、その埋蔵量は推定36億トンに達する。同市の竜陽鉱山および大興鉱山は、MgOを基準とした品位がそれぞれ30%および30 - 50%、年間精鉱生産能力がそれぞれ60万トンおよび30万トンであり、韓国が開発協力を検討している。

### その他
石灰石は北朝鮮の全域に埋蔵され、品質も高い。北朝鮮においては無煙炭と埋蔵領域が重なっており、セメント・カーバイド合成工業の発展を有利なものにしている。平安南道順川市、黄海北道勝湖郡、江原道川内郡などに代表的な石灰石鉱山があり、1000億トンの石灰石を北朝鮮は保有していると見られる。
グラファイトは、1910年代には世界最大の鉱産額を記録した。鱗片状黒鉛の埋蔵量は北朝鮮全体で200万トンに達し、慈江道長江郡の東方鉱山、咸鏡北道金策市の偉業鉱山、平安北道泰川郡の取興鉱山などが主な産地となっている。また、土状黒鉛は平安南道价川市などで採掘される。

## 化石燃料

### 石炭
北朝鮮では、1998年時点での一次エネルギー消費のうち66%、2002年時点で同84%を石炭が占めており、社会にとって重要度の高い存在となっている。無煙炭は主に平安南道や咸鏡南道一帯の古生代地層に、厚さ0.5 - 8mの炭層として存在している。無煙炭は、生成後の長期にわたる地層伸縮によって分布が非常に不規則になっており、また粉炭が大部分を占めている。また、褐炭は咸鏡北道を中心として新生代第三紀層から採掘されている。
韓国の研究者の推計によれば、北朝鮮全体の石炭埋蔵量は90億トンであり、そのうち61億トンが採掘可能と見られる。後者の内訳は無煙炭が16億トン、褐炭が34億トン、超無煙炭が11億トンである。なお、瀝青炭は産出されないため、鉄鋼生産などに使用する分は全量を輸入に頼っている。全体的に灰分および水分（20%）が多いのが特徴であり、熱量は様々であるが、会寧市やセッピョル郡、慶興郡産のものは7,000kcal/kgにもなる。風化が早く、硬度が低いため貯蔵や輸送に向かないのが欠点である。

#### 石炭利用の歴史
朝鮮で石炭を使用した記録としては、高麗期に撫順の炭鉱で陶器製造に使用したとみられるのが最も古い遺物である。1590年に尹斗寿が記した『平壌誌』によれば、当時の平壌周辺では炭田が近いこともあって炊事の燃料などに石炭を使っていたという。李氏朝鮮においては、19世紀以降も産業革命の根幹となる石炭の工業利用に対する政府の関心は非常に低かった。
韓国併合のあった1910年の時点でも炭鉱開発の申請は年間わずか27件だったが、1913年には三菱財閥が大寶炭鉱、1918年に明治鉱業が大成炭鉱、1919年には東洋拓殖が江東炭鉱の経営をそれぞれ始めるなど、日本資本の進出が進んだ。朝鮮の石炭は煤煙が少ないという特長があるため、1911年に朝鮮総督府が平壌鉱業所内で加工して、朝鮮で初となる練炭の販売を開始した。家庭におけるオンドルや炊事での使用向けに製造され、1915年には10,000トンが生産されている。1918年までは生産された石炭の60%以上が日本に輸出され、1911年にはその全量が徳山町の海軍練炭製造所に納入されている。
1918年に黄海道（現・黄海北道）で兼二浦製鉄所が操業を開始すると、朝鮮における石炭の需要は急増した。しかし、製鉄に必要なコークスの原料となる瀝青炭は朝鮮で産出されないため、筑豊炭田や撫順から移入ないし輸入され、総督府によって石炭の輸入税が同年から免除されている。鉄道でもこれらの移・輸入石炭は使用され、1910年には年間58,000トンだった移・輸入の超過量は、1919年には年間793,000トンまで増加している。
北朝鮮では石炭の年間生産量が1985年に史上最高の3750万トンを記録したが、経済悪化や食糧難を受けて1998年には史上最低の1860万トンまで減少した。その後、4大先行部門に指定されて生産の回復に注力したこともあり、2009年には年間2550万トンまで生産が回復している。

### 石油
16世紀に書かれた『本草綱目』には、「高麗に石油がある」と記述されている。また、19世紀初頭に韓致奫が著した『海東繹史』内の『物産志』にも、石油の産出に関する記述がある。1917年および1918年には、これら古典の情報などを基に石油の鉱業権が取得されているが、具体的な成果はなかった。
1964年、平安南道安州市における炭田の調査・開発中に油微が発見され、石油存在の可能性が具体的に認識された。これを受けて北朝鮮はソ連に協力を要請し、黄海の重磁力探査を行っている。翌1965年に燃料資源地質探査理局を、1968年には安州市に原油探査を専門とする研究所をそれぞれ設置し、原油探査を行ってきた。
1973年からは中国の技術者の指導を受けて本格的な試掘を行い、1976年に測線長2,200kmにわたる西海の地震探鉱を行った結果、同海域に石油の胚胎が期待できる堆積盆地が発達しているという自信を得たとされる。1978年にはユーゴスラビアと共同開発契約を結んで探鉱を行ったが、1981年に資金不足を理由にユーゴスラビアは撤退した。1983年には政務院の傘下に原油探査総局を設置し、シンガポールから14,000トンの試掘探査船を購入するとともにボーリングを建設して黄海の南浦沖合を重点的に探査した。1987年にはイランおよびオーストラリアの企業が南浦沿岸22,600km2の探査と試掘を行ったが、不発に終わっている。
1987年から1990年にかけては、ソ連の協力で日本海でも測線長7,500kmにおよぶ物理探査を行い、その結果を受けて東朝鮮湾で試掘を行っている。1990年代に入ると金正日が陣頭指揮を取り、1993年には原油探査総局を原油工業部に昇格させ、1994年の最高人民会議第9期第7回会議では原油埋蔵地の探索のために投資を拡大する事を強調している。
2001年には朝鮮日報により、1999年から粛川郡近海の油田で北朝鮮が年間220万bblの原油を生産している、という報道がなされたが、衛星写真からは生産設備などが認識されず、生産は確認されていない。2002年には中央日報が、粛川郡と文徳郡の間の西海岸から5kmほど内陸に入った地点で日量400bblの原油生産が行われている事を、写真付きで報じた。同地では少量の原油生産が継続していると見られる。